# Siaka Tiéné
Siaka Tiéné, né le 22 février 1982 à Abidjan, est un ancien footballeur international ivoirien. Durant sa carrière, il évoluait au poste de latéral gauche.

## Biographie
Né le 22 février 1982, Siaka Tiéné a grandi dans la ville de Dabou, à 60 km d'Abidjan, précisément au quartier Bronx, où il fait ses premières armes dans l'équipe du quartier du même nom et de la Sogefiha.

### Débuts de carrière
Il suit une formation à l'académie de Jean-Marc Guillou (ASEC Mimosas) en Côte d'Ivoire. À l'origine avant centre, il se transformera peu à peu en milieu gauche puis latéral gauche dote d'une technique pure et une frappe de balle majestueuse. Il signe avec Mamelodi Sundowns FC en Afrique du Sud pour la saison 2003-2005.

### Arrivée en Europe
Siaka Tiéné rejoint l'Europe et signe l'ASSE en 2005.
Alors qu'il avait été engagé comme ailier gauche, le nouvel entraîneur stéphanois le fait jouer arrière gauche, poste auquel il a été formé. 
Lors de la saison 2006-2007, il est très peu utilisé par Ivan Hasek et est donc rapidement (31 octobre 2006) prêté au Stade de Reims. De retour dans le Forez il s'affirme petit à petit dans son couloir gauche, où il réalise d'excellents matches et devient un concurrent dans le couloir gauche à Cédric Varrault.

### Valenciennes
Le lundi 30 juin 2008, il signe un contrat de trois ans avec Valenciennes pour un million d'euros. À Valenciennes, il s'impose véritablement au poste d'arrière-gauche, notamment grâce à Antoine Kombouaré. Excellent contre-attaquant, il dépanne souvent comme milieu gauche. En 2009 avec l'arrivée du nouvel entraîneur Philippe Montanier, il est placé arrière gauche derrière Gaëtan Bong qui évolue milieu gauche alors qu'à l'origine, lui aussi est arrière-gauche. Les deux joueurs changent de poste tout au long du match.

### PSG
Le mardi 31 août 2010, il signe un contrat de trois ans avec le Paris Saint-Germain. C'est dans le club de la capitale qu'il fait ses débuts sur la scène européenne en jouant la Ligue Europa 2010-2011. Depuis l'arrivée de Maxwell, le joueur ivoirien se trouve relégué au poste de remplaçant.
Le 11 mars 2012, titularisé en lieu et place de Maxwell blessé, il marque le premier but de sa carrière parisienne contre le Dijon FCO pour le compte de la 27e journée de championnat.

### Montpellier
Le 28 juin 2013, il signe un contrat de deux ans avec le Montpellier Hérault Sport Club. Au terme de son contrat, il n'est pas prolongé et est un temps annoncé en Turquie.
Finalement il mettra un terme à sa carrière professionnelle à la fin de son contrat avec le MHSC.

## Statistiques

### Statistiques détaillées par saison
| Saison                | Club                  | Championnat           | Championnat | Championnat | Coupe nationale | Coupe nationale | Coupe de la Ligue | Coupe de la Ligue | Compétition(s) continentale(s) | Compétition(s) continentale(s) | Compétition(s) continentale(s) | Côte d'Ivoire | Côte d'Ivoire | Total | Total |
| Saison                | Club                  | Division              | M.          | B.          | M.              | B.              | M.                | B.                | Comp.                          | M.                             | B.                             | M.            | B.            | M.    | B.    |
| 2000                  | ASEC Mimosas          | MTN Ligue 1           | -           | -           | -               | -               | -                 | -                 | -                              | -                              | -                              | 1             | 0             | 1     | 0     |
| 2001                  | ASEC Mimosas          | MTN Ligue 1           | -           | -           | -               | -               | -                 | -                 | -                              | -                              | -                              | 6             | 0             | 6     | 0     |
| 2002                  | ASEC Mimosas          | MTN Ligue 1           | 18          | 1           | -               | -               | -                 | -                 | -                              | -                              | -                              | 4             | 0             | 22    | 1     |
| 2003                  | ASEC Mimosas          | MTN Ligue 1           | 20          | 3           | -               | -               | -                 | -                 | -                              | -                              | -                              | 1             | 0             | 21    | 3     |
| 2003-2004             | Mamelodi Sundowns     | Premiership           | 14          | 4           | -               | -               | -                 | -                 | -                              | -                              | -                              | -             | -             | 14    | 4     |
| 2004-2005             | Mamelodi Sundowns     | Premiership           | 26          | 9           | -               | -               | -                 | -                 | -                              | -                              | -                              | 3             | 0             | 29    | 9     |
| 2005-2006             | AS Saint-Étienne      | Ligue 1               | 5           | 0           | -               | -               | 1                 | 0                 | -                              | -                              | -                              | 6             | 0             | 12    | 0     |
| 2006-2007             | AS Saint-Étienne      | Ligue 1               | 0           | 0           | -               | -               | 1                 | 0                 | -                              | -                              | -                              | 1             | 0             | 2     | 0     |
| 2006-2007             | Stade de Reims (prêt) | Ligue 2               | 18          | 3           | 1               | 1               | 2                 | 0                 | -                              | -                              | -                              | 4             | 0             | 25    | 4     |
| 2007-2008             | AS Saint-Étienne      | Ligue 1               | 19          | 0           | -               | -               | 1                 | 0                 | -                              | -                              | -                              | 15            | 0             | 35    | 0     |
| 2008-2009             | Valenciennes FC       | Ligue 1               | 29          | 1           | -               | -               | 1                 | 0                 | -                              | -                              | -                              | 6             | 0             | 36    | 1     |
| 2009-2010             | Valenciennes FC       | Ligue 1               | 28          | 1           | -               | -               | -                 | -                 | -                              | -                              | -                              | 13            | 2             | 41    | 3     |
| 2010-2011             | Paris SG              | Ligue 1               | 29          | 0           | 3               | 0               | 2                 | 0                 | C3                             | 8                              | 0                              | 6             | 0             | 48    | 0     |
| 2011-2012             | Paris SG              | Ligue 1               | 23          | 1           | -               | -               | -                 | -                 | C3                             | 6                              | 0                              | 12            | 0             | 41    | 1     |
| 2012-2013             | Paris SG              | Ligue 1               | 2           | 0           | 1               | 0               | 1                 | 0                 | C1                             | -                              | -                              | 7             | 0             | 11    | 0     |
| 2013-2014             | Montpellier HSC       | Ligue 1               | 27          | 3           | 1               | 0               | 1                 | 0                 | -                              | -                              | -                              | 1             | 0             | 30    | 3     |
| 2014-2015             | Montpellier HSC       | Ligue 1               | 17          | 2           | -               | -               | -                 | -                 | -                              | -                              | -                              | 6             | 0             | 23    | 2     |
| Total sur la carrière | Total sur la carrière | Total sur la carrière | 275         | 28          | 6               | 1               | 10                | 0                 | -                              | 14                             | 0                              | 103           | 2             | 408   | 31    |

## Palmarès

### En club
Siaka Tiéné remporte ses premiers trophées avec l'ASEC Mimosas avec qui il est champion de Côte d'Ivoire en 2000, 2001, 2002 et 2003. Il remporte également la Coupe de Côte d'Ivoire en 2003 et la Supercoupe de la CAF en 1999.
Parti au Mamelodi Sundowns, il remporte la Charity Cup en 2004.
C'est avec le Paris Saint-Germain qu'il remporte ses derniers titres en étant champion de France en 2013 après avoir été vice-champion de France en 2012 et finaliste de la Coupe de France en 2011. Siaka est d’ailleurs le premier à enlacer David Beckham lors du dernier match de la saison qui marque la fin de l’aventure au Paris-Saint-Germain pour l’ancien galactique.

### En sélection
Avec la Côte d'Ivoire, il est finaliste de la Coupe d'Afrique des nations en 2006 et 2012 avant de remporter la CAN en 2015 contre le Ghana.

### Buts internationaux
| No | Date             | Lieu                                                 | Adversaire | Résultat | Compétition                             |
| -- | ---------------- | ---------------------------------------------------- | ---------- | -------- | --------------------------------------- |
| 1  | 14 novembre 2009 | Stade Félix Houphouët-Boigny, Abidjan, Côte d’Ivoire | Guinée     | 3-0      | Éliminatoires de la Coupe du monde 2010 |
| 2  | 15 janvier 2010  | Stade National de Chiazi, Cabinda, Angola            | Ghana      | 3-1      | Coupe d'Afrique des nations 2010        |